# Полулунная кость
Полулу́нная кость (лат. os lunatum, букв. «лунная кость») — одна из костей запястья. Располагается в проксимальном ряду, второй с лучевой стороны (между ладьевидной и трёхгранной костями); проксимальнее от неё располагается лучевая кость, а дистальнее — кости второго ряда запястья. Своё название кость получила из-за своей формы, напоминающей молодой месяц.

## Анатомия
У кости различают несколько поверхностей:
- Верхняя (проксимальная) поверхность — выпуклая и гладкая, соседствует с запястной суставной поверхностью лучевой кости, принимает участие в образовании лучезапястного сустава.
- Нижняя (дистальная) поверхность — вогнутая, передне-задний её размер преобладает над поперечным; она прилежит к головке головчатой кости и к крючковидной кости, принимая участие в образовании среднезапястного сустава.
- Тыльная и ладонная поверхности кости шероховатые, к ним прикрепляются связки, укрепляющие суставы между костями предплечья и запястья.
- Латеральная поверхность кости узкая, уплощённая, сочленяется с ладьевидной костью.
- Медиальная поверхность кости представляет собой гладкую четырёхстороннюю грань, сочленяющуюся с трёхгранной костью.

Аналогичная кость у рептилий и амфибий обозначается как «промежуточная кость» из-за её позиции между двумя другими проксимальными костями запястья.

## Клиническое значение
Полулунная кость вывихивается чаще других костей запястья.

## Дополнительные изображения

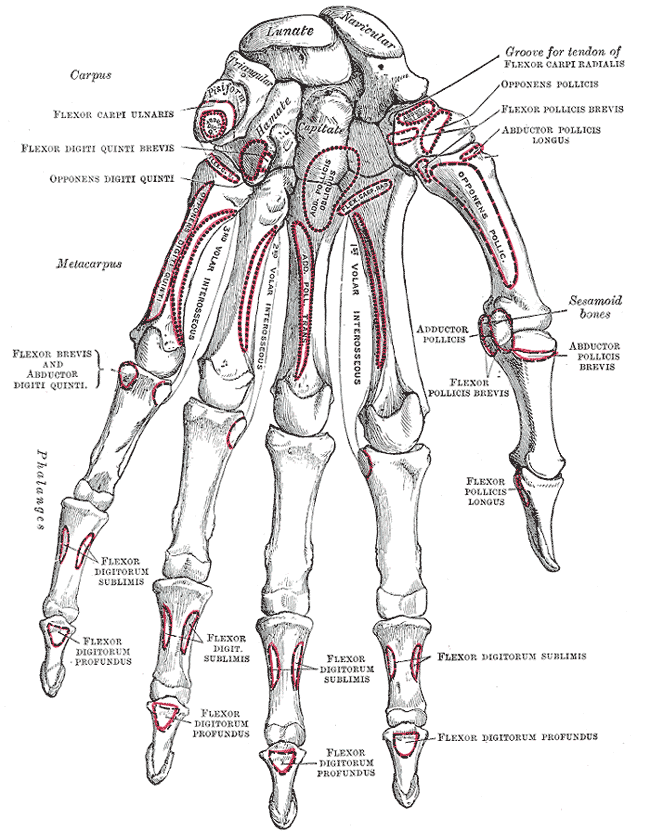
Кости левой кисти, ладонная поверхность.
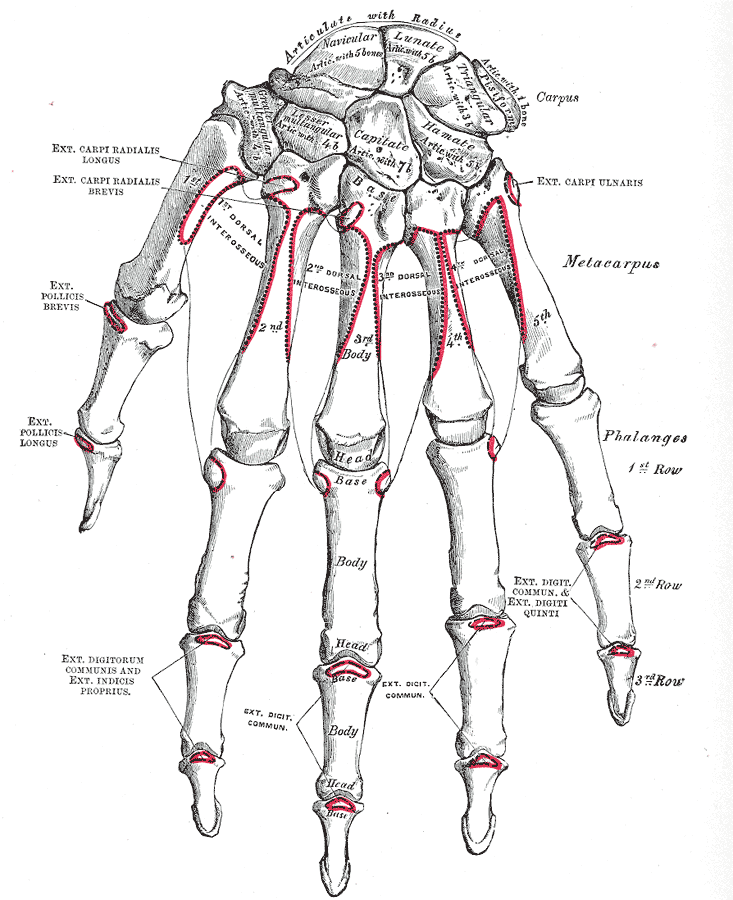
Кости левой кисти, тыльная поверхность.